# 榮·倫揚
榮·倫揚（英語：Jon Runyan；1973年11月27日—）是美国的一位政治人物。

## 生平
在2011年至2015年，他是紐澤西州第3選舉區選出的美國眾議院議員。他的黨籍是共和黨。在成為政治人物之前，他曾是一位職業美式足球球員。2013年，倫揚宣布他不會在2014年尋求連任。